# Sonic and All-Stars Racing Transformed
 (février 2018).
Sonic and All-Stars Racing Transformed est un jeu vidéo de course développé par Sumo Digital et édité par Sega. Il est sorti le 16 novembre 2012 en Europe sur PlayStation 3 et Xbox 360, le 30 novembre sur Wii U, le 7 décembre sur PlayStation Vita. La version Microsoft Windows est sortie le 31 janvier 2013, la version Nintendo 3DS le 8 février 2013 (toujours en Europe).
La version sur appareils mobiles iOS et Android est sortie le 2 janvier 2014.
Le jeu fait suite à Sonic and Sega All-Stars Racing paru en 2010, il est le quatrième épisode de la série Sega All-Stars.

## Univers

### Personnages
Le jeu met en scène un total de trente-trois personnages jouables, qui pour la plupart d'entre eux issus de franchises Sega. Tandis que certains sont exclusifs à certains supports, d'autres peuvent être obtenus via contenu additionnel.
| Personnage             | Issu de            | Personnage            | Issu de              |
| ---------------------- | ------------------ | --------------------- | -------------------- |
| Sonic the Hedgehog     | Sonic the Hedgehog | Ralph                 | Les Mondes de Ralph  |
| Miles « Tails » Prower | Sonic the Hedgehog | Danica Patrick        | NASCAR               |
| Knuckles the Echidna   | Sonic the Hedgehog | Nights                | Nights into Dreams   |
| Amy Rose               | Sonic the Hedgehog | Reala                 | Nights into Dreams   |
| Dr. Eggman             | Sonic the Hedgehog | Vyse                  | Skies of Arcadia     |
| Shadow the Hedgehog    | Sonic the Hedgehog | Joe Musashi           | Shinobi              |
| Metal Sonic (DLC)      | Sonic the Hedgehog | Gilius                | Golden Axe           |
| Aiai                   | Super Monkey Ball  | Mii (3DS & Wii U)     | Nintendo 3DS / Wii U |
| MeeMee                 | Super Monkey Ball  | Avatar (Xbox 360)     | Xbox 360             |
| Amigo                  | Samba de Amigo     | Shogun (PC)           | Total War            |
| Beat                   | Jet Set Radio      | Football Manager (PC) | Football Manager     |
| Gum                    | Jet Set Radio      | Team Fortress (PC)    | Team Fortress 2      |
| BD Joe                 | Crazy Taxi         | General Winter (PC)   | Company of Heroes 2  |
| Ulala                  | Space Channel 5    | Willemus (PC)         | Total War: Rome II   |
| Pudding                | Space Channel 5    | Ryo Hazuki (PC)       | Shenmue              |
| Alex Kidd              | Alex Kidd          | YOGSCAST (DLC PC)     | YouTube              |
| AGES                   | Sega Ages          |                       |                      |

### Circuits
Le jeu compte un nombre total de vingt-et-un circuits, dont dix-sept inédits et quatre tirés de Sonic & Sega All-Stars Racing. Ces circuits sont répartis en cinq coupes composées de quatre courses chacune, plus une course extra disponible via contenu additionnel. Quatre circuits ont également été repris de l'épisode précédent, Sonic & Sega All-Stars Racing, pour former la coupe Classique.
| Coupe           | Circuit              | Issu de                         | Voiture | Bateau | Avion |
| --------------- | -------------------- | ------------------------------- | ------- | ------ | ----- |
| Coupe Dragon    | Vue sur la Mer       | Sonic Heroes                    | Oui     | Oui    | Non   |
| Coupe Dragon    | Studios Samba        | Samba de Amigo                  | Oui     | Oui    | Non   |
| Coupe Dragon    | Zone Porte-Avions    | After Burner Climax             | Oui     | Oui    | Oui   |
| Coupe Dragon    | Canyon du Dragon     | Panzer Dragoon                  | Oui     | Oui    | Oui   |
| Coupe Pirates   | Temple du Chaos      | Super Monkey Ball               | Oui     | Oui    | Non   |
| Coupe Pirates   | Parade Galactique    | Sonic Colours                   | Oui     | Non    | Oui   |
| Coupe Pirates   | Temple des Saisons   | Shinobi                         | Oui     | Oui    | Non   |
| Coupe Pirates   | Base des Pirates     | Skies of Arcadia                | Oui     | Oui    | Oui   |
| Coupe Emerald   | Vallée des Rêves     | Nights into Dreams              | Non     | Oui    | Oui   |
| Coupe Emerald   | Château Frisquet     | Billy Hatcher and the Giant Egg | Oui     | Oui    | Non   |
| Coupe Emerald   | Graffiti City        | Jet Set Radio                   | Oui     | Non    | Oui   |
| Coupe Emerald   | Chute du Sanctuaire  | Sonic & Knuckles                | Oui     | Non    | Oui   |
| Coupe Arcade    | Concert au Cimetière | The House of the Dead           | Oui     | Oui    | Non   |
| Coupe Arcade    | Repaire d'Adder      | Golden Axe                      | Oui     | Oui    | Oui   |
| Coupe Arcade    | Océan de Feu         | Burning Rangers                 | Oui     | Oui    | Non   |
| Coupe Arcade    | Course AGES          | Sega Ages                       | Oui     | Oui    | Oui   |
| Coupe Classique | Tour Sunshine        | Samba de Amigo                  | Oui     | Non    | Non   |
| Coupe Classique | Shibuya              | Jet Set Radio Future            | Oui     | Non    | Non   |
| Coupe Classique | Rue de la Roulette   | Sonic Heroes                    | Oui     | Non    | Non   |
| Coupe Classique | Egg Hangar           | Sonic the Hedgehog 2            | Oui     | Non    | Non   |
| Extra           | Baie Outrun          | Out Run                         | Oui     | Oui    | Non   |

Certains circuits ont été repris et revisités dans des épisodes postérieurs de la série :
- Team Sonic Racing : Vue sur la Mer.
- Sonic Racing: Crossworlds : Vue sur la Mer et Parade Galactique.

### Objets
Les objets sont totalement inédits, même si certains ressemblent à ceux du première opus. Ils ont plus d'importance la où ceux du première épisode étaient plutôt secondaires.
Ils s'obtiennent toujours dans des capsules, à la différence qu'ici fait l'apparition de capsules jaunes nommée Super Objet, une capsule jaune donne toujours le même objet en version triple (ou en 6 pour les Canon à Glaces) d'un objet normal. Il y'en a quelques dans chaque circuit (mais une par circuit classique), certaines peuvent être durs à attraper. Seul le bolide, la tornade et l'essaim ne sont pas trouvables dans ces capsules.
Comme dans le premier opus, le jeu peut utiliser tous ses objets d'un seul coup s'il en a plusieurs en restant appuyé sur le bouton pour les objets. Également, le joueur peut envoyer les objets aussi bien vers l'avant que vers l'arrière.
À noter que les objets sur lesquels on peut tomber sont indépendants du positionnement dans le classement (hors All-Star).
- Bolide : Augmente considérablement la vitesse, mais explose au bout d'un certain temps. Il est possible de le faire exploser à tout moment, provoquant une déflagration pouvant blesser les ennemis, la meilleure technique étant de le faire au dernier moment grâce à la jauge situé à l'arrière du véhicule.
- Poisson-Ballon : Explose dès qu'on le touche, on peut soit le déposer à l'arrière, soit le lancer en avant comme en arrière, auquel cas il se comportera comme un feu d'artifice.
- Gant : Se place à l'arrière du véhicule pour une durée limitée et bloque un obstacle ou objet. Si son possesseur n'a aucun objet, alors le gant peut ramasser l'objet avec lequel il a été touché (sauf le All-Star) pour le réutiliser ensuite.
- Super Gant : Une version améliorée du gant qui est de couleur bleu. Contrairement au gant normal, il ne disparaît pas immédiatement lorsqu'il bloque un obstacle ou un objet. Il est généralement trouvable dans une capsule jaune, mais peut aussi être obtenu dans une capsule normale selon la position.
- Tornade : Fonce vers l'arrière où vers l'avant, et inverse les commandes du véhicule qu'il touche.
- Canon à Glace : Envoie une boule de glace devant ou derrière soi. Est obtenue généralement en triple. Touchez l'adversaire trois fois d'affilée peut le geler.
- Drone : Envoie une miniature de son véhicule tenant un bâton de dynamite, et qui foncera automatiquement vers le véhicule le plus proche devant soi. Il est possible de l'envoyer vers l'arrière mais il n'est alors plus téléguidé. On peut l'esquiver en faisant un turbo juste avant de le toucher.
- Feu d'artifice : Envoie en ligne droite un projectile blessant les adversaires touchés, en avant comme en arrière et qui rebondit sur les murs.
- Essaim : Envoie un nuage d'abeilles bloquer la progression du joueur en tête, mais peut également blesser les autres joueurs, excepté celui qui l'a lancé.
- Turbo : Augmente brusquement la vitesse du véhicule, comme les turbos disséminés sur le sol. Si le joueur en a trois grâce à une capsule jaune, il peut laisser appuyer le bouton assigné aux objets pour avoir un turbo de niveau 6, c'est le seul moyen de l'avoir du jeu.
- All-Star : Le meilleur item, exclusif à chaque personnage. Bien que directement tiré du précédent épisode, il est beaucoup moins puissant, représenté sous la forme d'une simple étoile et non d'un objet propre à chaque personnage. Il n'a plus de mise en scène malgré le changement de musique et dure moins longtemps. Le véhicule se transforme en avion (sauf pour NiGHTS et Reala) et peut attaquer les adversaires. Il est par contre ici totalement dirigeable.

## Système de jeu

### Généralités
Le jeu propose un gameplay similaire à son prédécesseur, mais dispose de quelques nouveautés, dont la conduite sur mer et dans les airs. Les courses se jouent désormais jusqu'à huit ou dix joueurs en fonction de la version, à la place des huit ou six (dans la version Nintendo 3DS) joueurs de l'épisode précédent.
La principale nouveauté est la présence de phases en avion et en bateau. Le véhicule se transforme en franchissant des anneaux bleus. Toutefois, toutes les courses ne disposent pas des trois transformations.
De plus, les tracés sont évolutifs et changent au cours des tours, ils provoquent de fait la modification automatique des véhicules pour s'adapter à l'environnement nouvellement créé. Par exemple dans le circuit "Canyon du Dragon", une statue tombée bloque la route principale et la rivière a débordé à côté au deuxième tour, la transformation en bateau est ainsi imposée pour continuer la course et au début du troisième tour, le pont est détruit par une créature, la transformation en avion est ainsi imposée.
Désormais, les personnages peuvent gagner des points à la fin de chaque course (en fonction du pilotage, de la place et de l'utilisation des objets en course, ainsi qu'en fonction du/des fantôme(s) battu(s) en contre-la-montre) et ainsi monter de niveaux en allant du niveau 1 jusqu'au niveau "étoile" (correspondant au niveau 6), ce qui permet de débloquer des modifications, augmentant une caractéristique particulière (vitesse, maniabilité, turbo, accélération et équilibre). 
La dernière modification débloquée augmentera la meilleure caractéristique du personnage. Des modifications consoles sont également déblocables dans le monde Tour Mondial (la dernière étant celle de AGES, nécessitant toutes les 232 étoiles), correspondant au support sur lequel le personnage a fait sa première apparition (les personnages non-Sega disposent du mode V.I.P.) et changent radicalement les caractéristiques du personnage, généralement en augmentant la vitesse et le turbo et en baissant l'accélération et la maniabilité. 
Ce sont donc ainsi les modifications les plus dures à manier, mais également les meilleures si elles sont maîtrisées. Seule la caractéristique "All-Star" est inchangeable. À noter que Metal Sonic dans la version "Édition Spéciale" et Yogscast sont directement au niveau étoile ainsi que leurs modification consoles.
Les figures s'effectuent grâce à un certain bouton ou d'un stick (en fonction de la version). Les figures sont dirigeables dans quatre directions (haut, bas, gauche et droite), elles sont toujours cumulables et plus brèves, demandant ainsi d'en enchaîner le plus possible. Plus le sens des figures est varié, plus le boost à l'atterrissage est puissant. En avion, il est également possible de faire des "turbos risqués", en faisant une figure juste avant de toucher un obstacle ou de s'en servir pour l'éviter.
Excepté en Tour Mondial (où il doit le faire à part) et en contre-la-montre, le joueur peut actionner une machine à sou pendant le chargement de la prochaine course grâce à des crédits, le joueur peut récolter les crédits cachées dans les niveaux. Le joueur peut en ramasser jusqu'à 99, et en a besoin de cinq pour actionner la machine. Si le joueur gagne, il obtient un bonus plus ou moins utile pour la prochaine course (avoir un turbo à chaque tour, être moins affecté par les tornades...). S'il ne gagne rien, il peut retenter sa chance. Il est impossible d'avoir plus d'un bonus.La machine à sous n'est pas présente dans la version Nintendo 3DS.
Le système de permis du précédent opus est repris dans celui-ci, mais le système de Sega Miles a été supprimé. Il affiche le temps de jeu, le personnage avec lequel le joueur joue le plus et surtout le pourcentage de progression du jeu (de 100 % maximum sur une version normale et de 106 % maximum sur une version limitée/bonus), découpé selon: le nombre d'étoiles du Tour Mondial, les personnages débloqués, les tournois remportés, les fantômes experts battus et les vignettes récoltées. En fonction du pourcentage de progression, le joueur se voit attribuer une appréciation allant de C à trois étoiles avec un arrière-plan changeant sur la carte.
Tout au cours du jeu, le joueur peut obtenir des vignettes qui correspondent à des succès. Outre le fait qu'elles soient indispensables pour obtenir le 100 %, le joueur peut en afficher trois au choix sur son permis.
Le système de boost également a changé, il est plus long à charger et désormais découpé en six niveaux, accessibles non seulement en dérapant mais également en faisant des figures, des turbos risqués en avion et en utilisant des objets Turbo. 
Comme pour l'opus précédent, il est possible de faire des départs turbos, mais il faut ici appuyer sur le bouton d'accélération à chaque fois qu'un chiffre (du décompte avant le départ) apparaît à l'écran (le niveau du boost est proportionnel au nombre d'accélération réussit). Si le joueur en rate un, il perd tous les boosts accumulés auparavant.

### Modes de jeu
Tour mondial
Le mode principal du jeu. Composé de cinq à six mondes (en fonction des versions), le joueur doit récolter des étoiles pour pouvoir progresser et débloquer des personnages et des modifications consoles. Dans ce but, il faut remporter des épreuves diverses et variées, le nombre d'étoiles gagnées par mission varie selon le niveau de difficulté choisi (de une à quatre étoiles, le mode expert étant à débloquer au bout d'un certain avancement en tour mondial ou en finissant les cinq coupes du mode Grand Prix normal, facile, moyen, difficile et expert). Plus la difficulté est élevée, plus les objectifs sont élevés et l'IA ardue. Excepté pour les courses, courses batailles et versus, le joueur commence toujours avec un turbo de départ de niveau 3. Enfin, certains défis varient en fonction des versions.
- Course unique : il s'agit de simples courses, l'objectif est de finir troisième minimum en facile et en moyen, mais premier en difficile et en expert.
- Défi Dérapage : il faut ici déraper sur des sections le plus longtemps possible pour gagner du temps tout en franchissant des points de contrôle. (console de salon uniquement)
- Versus : il faut ici affronter en face-à-face une série de trois à cinq adversaires, et pour chacun finir premier à la fin du chrono. Si l'un des deux concurrents à une avance suffisante sur l'autre, ce dernier est éliminé (console de salon). Sur 3DS, le joueur affronte un seul personnage qu'il doit battre.
- Défi Turbo : il faut ici prendre le maximum de boost au sol (le joueur dispose également d'un turbo) tout en passant par des points de contrôle. Le temps est limité mais est gelé durant que le joueur boost, et, une fois celui-ci écoulé, le joueur perd le défi.
- Attaque Trafic : il faut ici franchir toutes les lignes (dont certaines bonus) qui donnent du temps, tout en évitant des voitures: les vertes se contentent de foncer tout droit, les bleus de police vont vers vous et les jaunes partent en diagonale. Certains défis vous permettent d'utiliser des objets. (console de salon uniquement)
- Course d'Anneaux : il faut ici en avion passer à travers tous les anneaux, tout en passant par des points contrôle donnant du temps supplémentaire. (console de salon uniquement)
- Course Bataille : il s'agit ici d'une course entre cinq concurrents qui n'ont que trois points de vie, le but ici est soit de finir premier, soit de battre tous ses adversaires. (console de salon uniquement)
- Poursuite : il s'agit d'un boss, un tank qu'il faut détruire grâce à des missiles et qui attaque le joueur (il est impossible de le dépasser). Lorsqu'il est bleu il envoie des bombes vertes, ensuite il devient jaune et envoie des roquettes, puis il devient rouge et envoie des barrières ne laissant qu'un petit passage pour se faufiler. Des cœurs sont dispersés à certains endroits et qui remonte la barre de vie, limitée. (console de salon uniquement)
- Course Pure (sur 3DS) ou Course Turbo (sur Wii U) : ce défi ressemble au défi course unique, mais sans les objets.
- Course à objet unique : ce défi est semblable au défi course unique, sauf que le joueur ne dispose que d'un seul type d'objet (exemple: course bolide) (3DS uniquement)
- Course Miroir : Ce défi est le même que course unique mais sur une piste miroir.

Grand Prix
Cinq coupes de quatre circuits chacune sont disponibles, il s'agit d'un simple enchaînement de course où le but est de remporter le maximum de points afin de terminer premier sur le podium. Son importance dans cet épisode a grandement baissé au profit du mode Tour Mondial.
Chrono
Il s'agit de faire le meilleur temps possible sur chaque circuit. Le joueur part automatiquement avec un excellent turbo de départ et reçoit un turbo (non cumulable) à chaque tour. Le joueur peut voir son meilleur record ensuite en tant que fantôme et le but ici est de battre les fantômes experts. Disponible également en quatre niveaux de difficultés, c'est sans doute le plus grand challenge du jeu, d'autant qu'ils sont à battre en circuits normaux et en circuits miroirs. Tous les fantômes experts sont joués avec Sonic possédant une modification standard, et il est nécessaire de conserver un turbo à la fin d'un tour pour l'utiliser avant de passer la ligne d'arrivée, pour bénéficier d'un boost et gagner un autre turbo. Shadow, Vyse, Metal Sonic, Ralph, Eggman, Gilius et AGES avec leurs modifications console ainsi que Sonic et B.D. Joe avec modification vitesse sont les personnages les plus conseillés pour le contre-la-montre. En version limitée/bonus, il suffit de battre un peu plus de la moitié des fantômes experts pour atteindre les 100 % de progression sur le permis (en ayant fini le Tour Mondial, les Grands Prix, et en ayant débloqué les 9/10 des vignettes environ) alors qu'en version normale, il est nécessaire de tous les battre, rendant la tâche beaucoup plus ardue.
Course unique
Il s'agit de simples courses basiques, il n'est ici plus possible de modifier le nombre de tours qui reste fixé à trois.
Multijoueurs
Le jeu est jouable jusqu'à quatre joueurs (cinq sur la version Wii U, un joueur jouant sur l'écran du Wii U GamePad) en mode hors ligne, et jusqu'à dix (ou huit) en ligne avec des amis ou des inconnus. Le jeu dispose désormais d'un système de points. Chaque joueur commence avec 1000 points, mais ne peut pas ici avoir moins de points. Le nombre de points gagné ou perdu dépend du nombre de points total de soi, de ses adversaires et de leur nombre (plus le nombre total de points est élevé, plus il est nécessaire de finir toujours premier et plus il est dur de gagner des points). Les parties ne sont plus gérées par le jeu, et les courses sont votées parmi deux ou trois (en fonction des versions) choisies aléatoirement par la console. Le joueur peut toujours mettre le jeu en pause en pleine partie (arrêtant automatiquement son véhicule), et quitter la partie sans perdre de points. Pour les versions Wii U, Xbox 360 et Nintendo 3DS, il est impossible de jouer avec son Mii ou avec son Avatar Xbox 360. Un mode bataille est également présent où il faut soit ramasser et transporter à un endroit le plus de Chao possible en trois minutes (ramasser cinq Chao mettant fin à la partie), soit tout simplement faire perdre les trois points de vie de son/ses adversaire(s) en ramassant des objets (le All-Star étant indisponible). Le jeu est ici plus lent, excepté lorsqu'on est sous forme de fantôme, c'est-à-dire que l'on a perdu tous ses points de vie, que l'on est presque invisible, est que l'on peut blesser les adversaires restants simplement en les touchant, en trois minutes également. Il est possible aussi de jouer en aléatoire, regroupant les courses, les batailles, et certains défis du mode Tour Mondial (console de salon uniquement).

## Développement

### Sondage pour l'implémentation d'un personnage
En réponse aux fans demandant quels personnages seraient présents en DLC, le directeur du jeu Steve Lycett a proposé aux joueurs, sur le forum officiel de Sega, de voter pour le personnage qu'ils souhaitent voir apparaitre dans le jeu. Si au moins trois personnages recevaient plus de 1 000 votes avant le premier décembre, ils seraient peut être alors inclus dans le jeu. Sept personnages ont été choisis comme recommandations, l'un d'eux a été approuvé par Sega sans que l'on sache qui. En décembre 2013, il est révélé que le personnage approuvé était Ryo Hazuki, comme il a été aperçu. Malgré l'annonce de Steve Lycett, il n'y a jamais eu de deux autres personnages recommandé inclus à ce temps.
En juillet 2012, Lycett a confirmé que, ni Miku, ni Vectorman ne feront partie de ces personnages,.
Personnages proposés
- Ryo Hazuki (Shenmue, déjà jouable dans le premier opus), avec 3 379 votes
- Hatsune Miku (originellement de Vocaloid, mais apparu également dans les Project Diva, dont Project Diva F hors Japon), avec 3 180 votes
- Segata Sanshiro (apparu dans les pubs de la Saturn, déjà présent en tant que courte apparition dans le circuit Course AGES), avec 2 613 votes
- Vectorman (Vectorman), avec 1 221 votes
- Bayonetta (Bayonetta), avec 1 215 votes
- Ristar (Ristar, déjà présent mais sert uniquement à donner le départ des courses), avec 1 081 votes
- ToeJam and Earl (ToeJam and Earl), avec 1 015 votes

## Accueil

### Critiques
- Canard PC : 7/10 (PC)[7]
- IGN : 8,6/10 (PS3/X360)[8] - 7/10 (3DS/Vita)[9]